# 肯片佳伊河
肯片佳伊河（羅馬化：Kempendyay）是俄羅斯的河流，屬於維柳伊河的右支流，由薩哈共和國負責管轄，河道全長266公里，流域面積約3,100平方公里，河水主要來自融雪和雨水。